# Club Balonmano Antequera
Der Club Balonmano Antequera war eine Handballmannschaft aus der spanischen Stadt Antequera in der Provinz Málaga.
Die Männermannschaft spielte zuletzt in der Liga ASOBAL, der 1. spanischen Liga. Im Juni 2012 wurde der Verein aufgrund finanzieller Schwierigkeiten aufgelöst.
Mit dem Club Balonmano Los Dólmenes Antequera entstand im Jahr 2012 eine Neugründung, der Verein war 2021/2022 eine Spielzeit lang in der Liga Asobal vertreten.
Zu den bekannten Spielern des Clubs zählten Rafael Baena, Matías Carlos Schulz, Michael Jahns, Zoran Lubej, Rade Mijatović und Rajko Prodanović.